# Grabowo-Grądy
Grabowo-Grądy – kolonia w Polsce położona w województwie mazowieckim, w powiecie przasnyskim, w gminie Krzynowłoga Mała.